# ユーズ・ユア・イリュージョン I
『ユーズ・ユア・イリュージョン I』（Use Your Illusion I）は、ガンズ・アンド・ローゼズの2枚目のスタジオ・アルバム。1991年9月17日に『ユーズ・ユア・イリュージョンII』と同時発売された。全英アルバムチャートやBillboard 200をはじめとした音楽チャートで最高位2位を獲得。

## 解説
本作より、ヘロイン中毒により解雇されたスティーヴン・アドラーの後任としてマット・ソーラムが参加。
アルバム・カバーは、マーク・コスタビが手がけたもので、ラファエロ・サンティによる『アテナイの学堂』の一部が使用されている。
シングル・カットは、1991年に「Live and Let Die」(全米33位)、「Don't Cry」(全米10位)。翌1992年に「November Rain」(全米3位)。「Garden of Eden」はビデオ・シングルとしてリリースされた。
『ローリング・ストーン』誌は、「90年代の最高のアルバム」100選の41枚目に本作および『ユーズ・ユア・イリュージョンII』を選んだ。

## 収録曲

### CD
| #         | タイトル                                                        | 作詞・作曲                                                          | 時間  |
| --------- | --------------------------------------------------------------- | ------------------------------------------------------------------- | ----- |
| 1.        | 「ライト・ネクスト・ドア・トゥ・ヘル」(Right Next Door to Hell) | アクセル・ローズ イジー・ストラドリン ティモ・カルティオ            | 3:02  |
| 2.        | 「ダスト・アンド・ボーンズ」(Dust N' Bones)                     | スラッシュ イジー・ストラドリン ダフ・マッケイガン                  | 4:58  |
| 3.        | 「リヴ・アンド・レット・ダイ」(Live and Let Die)                | ポール・マッカートニー リンダ・マッカートニー                       | 3:04  |
| 4.        | 「ドント・クライ」(Don't Cry)                                   | アクセル・ローズ イジー・ストラドリン                               | 4:44  |
| 5.        | 「パーフェクト・クライム」(Perfect Crime)                       | アクセル・ローズ スラッシュ イジー・ストラドリン                    | 2:23  |
| 6.        | 「ユー・エイント・ザ・ファースト」(You Ain't the First)         | イジー・ストラドリン                                                | 2:36  |
| 7.        | 「バッド・オブセッション」(Bad Obsession)                       | イジー・ストラドリン ウェスト・アーキーン                           | 5:28  |
| 8.        | 「バック・オフ・ビッチ」(Back Off Bitch)                        | アクセル・ローズ ポール・トビアス （ 英語版 ）                      | 5:03  |
| 9.        | 「ダブル・トーキング・ジャイヴ」(Double Talkin' Jive)           | イジー・ストラドリン                                                | 3:23  |
| 10.       | 「ノーヴェンバー・レイン」(November Rain)                       | アクセル・ローズ                                                    | 8:57  |
| 11.       | 「ザ・ガーデン」(The Garden)                                    | アクセル・ローズ ウェスト・アーキーン デル・ジェームス （ 英語版 ） | 5:22  |
| 12.       | 「ガーデン・オブ・エデン」(Garden of Eden)                      | アクセル・ローズ スラッシュ                                         | 2:41  |
| 13.       | 「ドント・ダム・ミー」(Don't Damn Me)                           | アクセル・ローズ スラッシュ デイヴ・ランク                          | 5:18  |
| 14.       | 「バッド・アップルズ」(Bad Apples)                              | アクセル・ローズ スラッシュ イジー・ストラドリン ダフ・マッケイガン | 4:28  |
| 15.       | 「デッド・ホース」(Dead Horse)                                  | アクセル・ローズ                                                    | 4:17  |
| 16.       | 「コーマ」(Coma)                                                | アクセル・ローズ スラッシュ                                         | 10:13 |
| 合計時間: | 合計時間:                                                       | 合計時間:                                                           | 75:57 |

### アナログ盤
アナログA面
1. ライト・ネクスト・ドア・トゥ・ヘル
2. ダスト・アンド・ボーンズ
3. リヴ・アンド・レット・ダイ
4. ドント・クライ
5. パーフェクト・クライム

アナログB面
1. ユー・エイント・ザ・ファースト
2. バッド・オブセッション
3. バック・オフ・ビッチ
4. ダブル・トーキング・ジャイヴ

アナログC面
1. ノーヴェンバー・レイン
2. ザ・ガーデン
3. ガーデン・オブ・エデン
4. ドント・ダム・ミー

アナログD面
1. バッド・アップルズ
2. デッド・ホース
3. コーマ

## 参加ミュージシャン
ガンズ・アンド・ローゼズ
- アクセル・ローズ - ボーカル、ピアノ、キーボード、シンセサイザー・プログラミング
- スラッシュ - ギター、バックグラウンド・ボーカル
- イジー・ストラドリン - ボーカル(on 2.)、ギター、バックグラウンド・ボーカル
- ダフ・マッケイガン - ベース、バックグラウンド・ボーカル
- マット・ソーラム - ドラムス、パーカッション、バックグラウンド・ボーカル
- ディジー・リード - キーボード

外部ミュージシャン
- マシュー・マッケイガン - ホーン(on 3.)
- レイチェル・ウェスト - ホーン(on 3.)
- ロバート・クラーク - ホーン(on 3.)
- ジョン・トラウトワイン - ホーン(on 3.)
- シャノン・フーン - バックグラウンド・ボーカル(on 3. 4. 10. 11.)
- ヨハン・ラングリー - シンセサイザー・プログラミング(on 3. 10. 12.)、サウンド・エフェクト(on 16.)
- ティム・ドイル - タンブリン(on 6.)
- マイケル・モンロー - ハーモニカ(on 7.)、サックス(on 7.)
- ステュアート・ベイリー - バックグラウンド・ボーカル(on 10.)
- リーバ・ショー - バックグラウンド・ボーカル(on 10.)
- アリス・クーパー - ボーカル(on 11.)
- ウエスト・アーキーン - アコースティック・ギター(on 11.)
- マイク・クリンク - ナットクラッカー(on 15.)
- ブルース・フォスター - サウンド・エフェクト(on 16.)

## チャート成績

### 週間チャート
| チャート (1991年 - 2020年)           | 最高位 |
| ------------------------------------ | ------ |
| オーストラリア (ARIA)                | 2      |
| オーストリア (Ö3 Austria)            | 2      |
| ベルギー (Ultratop Wallonia)         | 194    |
| ヨーロッパ (European Top 100 Albums) | 2      |
| フランス (SNEP)                      | 137    |
| ドイツ (Offizielle Top 100)          | 4      |
| ハンガリー (MAHASZ)                  | 6      |
| イタリア (FIMI)                      | 66     |
| オランダ (MegaCharts)                | 2      |
| ニュージーランド (RMNZ)              | 2      |
| ポルトガル (AFP)                     | 37     |
| ノルウェー (VG-lista)                | 3      |
| スペイン (PROMUSICAE)                | 46     |
| スウェーデン (Sverigetopplistan)     | 3      |
| スイス (Schweizer Hitparade)         | 3      |
| UK アルバムズ (OCC)                  | 2      |
| US Billboard 200                     | 2      |

### 年間チャート
| チャート (1991年)                    | 順位 |
| ------------------------------------ | ---- |
| オーストラリア                       | 32   |
| オーストリア (Ö3 Austria)            | 34   |
| ヨーロッパ (European Top 100 Albums) | 38   |
| ドイツ (Offizielle Top 100)          | 63   |
| オランダ (Album Top 100)             | 14   |
| ニュージーランド (RMNZ)              | 29   |

| チャート (1992年)                                               | 順位 |
| --------------------------------------------------------------- | ---- |
| オーストラリア                                                  | 22   |
| オーストリア (Ö3 Austria)                                       | 14   |
| ヨーロッパ (European Top 100 Albums)                            | 11   |
| ドイツ (Offizielle Top 100)                                     | 9    |
| - オランダ (Album Top 100) - 『Use Your Illusion I + II』として | 3    |
| ニュージーランド (RMNZ)                                         | 21   |
| スイス (Schweizer Hitparade)                                    | 37   |
| US Billboard 200                                                | 17   |

| チャート (1993年)           | 順位 |
| --------------------------- | ---- |
| ドイツ (Offizielle Top 100) | 40   |
| オランダ (Album Top 100)    | 67   |

| チャート (2002年)                         | 順位 |
| ----------------------------------------- | ---- |
| Canadian Metal Albums (Nielsen Soundscan) | 91   |

### 年代末チャート
| チャート (1990年 - 1999年) | 最高位 |
| -------------------------- | ------ |
| US Billboard 200           | 71     |

## 認定
| 国/地域                                                                                  | 認定          | 認定/売上数 |
| ---------------------------------------------------------------------------------------- | ------------- | ----------- |
| アルゼンチン (CAPIF)                                                                     | 5× Platinum   | 300,000^    |
| オーストラリア (ARIA)                                                                    | 4× Platinum   | 280,000^    |
| オーストリア (IFPI Austria)                                                              | 2× Platinum   | 100,000*    |
| ベルギー (BEA)                                                                           | 2× Platinum   | 100,000*    |
| ブラジル (ABPD)                                                                          | Platinum      | 250,000*    |
| カナダ (Music Canada)                                                                    | Diamond       | 1,000,000^  |
| デンマーク (IFPI Danmark)                                                                | 2× Platinum   | 40,000      |
| フィンランド (Musiikkituottajat)                                                         | Platinum      | 67,662      |
| フランス (SNEP)                                                                          | Platinum      | 436,600     |
| ドイツ (BVMI)                                                                            | 2× Platinum   | 1,000,000^  |
| 日本 (RIAJ)                                                                              | 2× Platinum   | 400,000^    |
| イタリア (FIMI) 2009年以降の売上による                                                   | Platinum      | 50,000      |
| メキシコ (AMPROFON) 映像作品（ビデオ）として                                             | Gold          | 10,000^     |
| メキシコ (AMPROFON)                                                                      | Platinum+Gold | 350,000     |
| オランダ (NVPI)                                                                          | 2× Platinum   | 200,000^    |
| ニュージーランド (RMNZ)                                                                  | Platinum      | 15,000^     |
| ノルウェー (IFPI Norway)                                                                 | 2× Platinum   | 100,000*    |
| スペイン (PROMUSICAE)                                                                    | Platinum      | 100,000^    |
| スウェーデン (GLF)                                                                       | Platinum      | 100,000^    |
| スイス (IFPI Switzerland)                                                                | 2× Platinum   | 100,000^    |
| イギリス (BPI)                                                                           | Platinum      | 300,000^    |
| アメリカ合衆国 (RIAA)                                                                    | 7× Platinum   | 7,000,000^  |
| * 認定のみに基づく売上数 · ^ 認定のみに基づく出荷枚数 · 認定のみに基づく売上数と再生回数 |               |             |